# 湯種

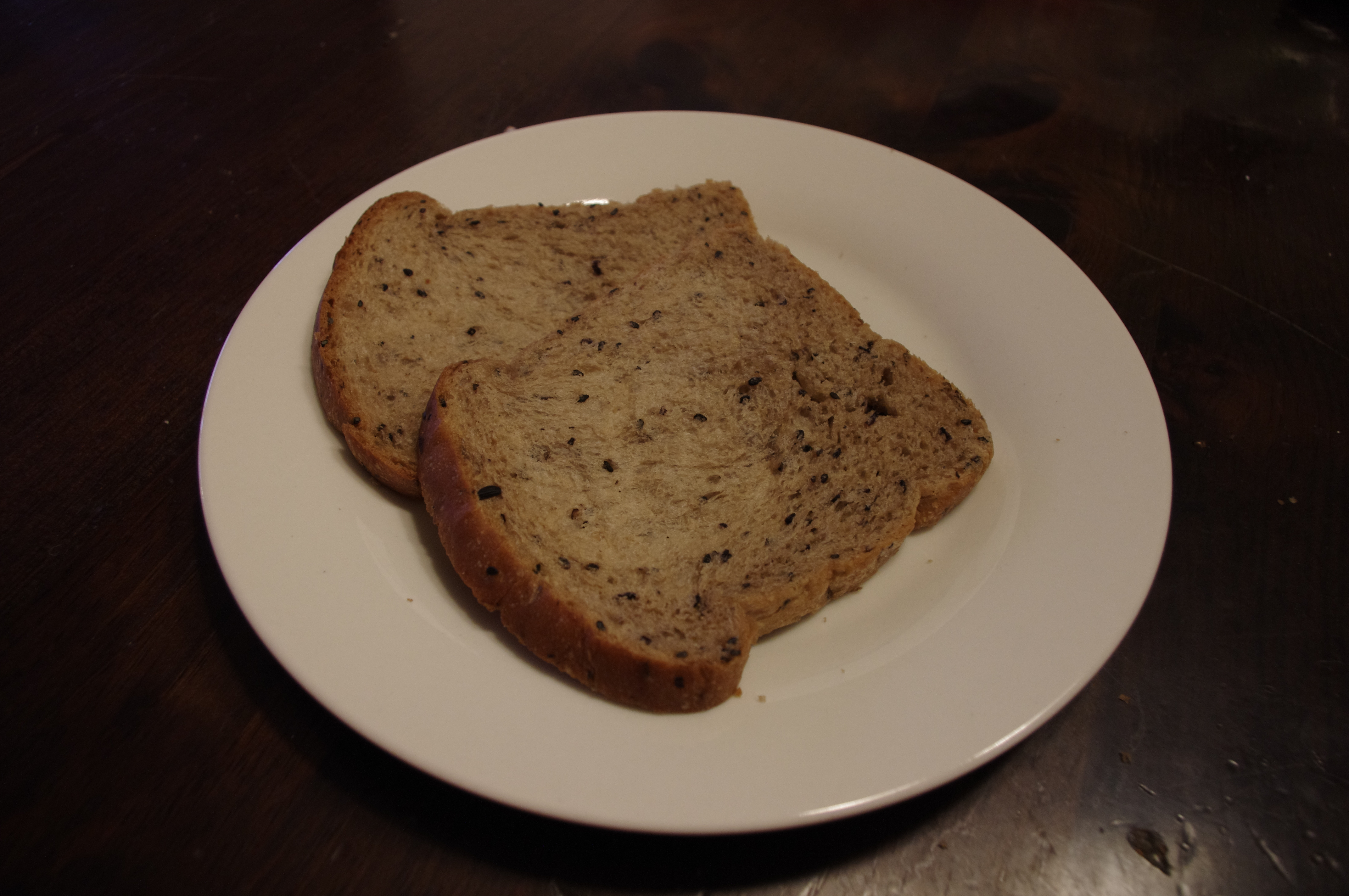
湯種を使用したパン

湯種（ゆだね）は、小麦粉を熱湯でこねて、小麦粉中の澱粉を糊化させたもので、「湯種パンの素」ともいう。それをもとにパンを作る製法が「湯種製パン法」で、作られたパンが「湯種パン」という。湯種パンの特徴はもっちりした食感で、独特のうまみがあり、老化が遅くて、美味しい状態が長い。
神戸屋には単に「湯種」という名前をつけた食パン製品があるが、湯種製パン法に関する特許は敷島製パン、奥本製粉など複数の会社が持っている。